# Уральська ТЕЦ
Уральська ТЕЦ — теплова електростанція на заході Казахстану.
В 1960—1961 роках на майданчику ТЕЦ ввели в дію три парові котли виробництва Барнаульського котельного заводу типу БКЗ-50-39Ф продуктивністю по 50 тонн пари на годину та дві парові турбіни Брянського машинобудівного заводу типу ПТ-12-35/10 потужністю по 12 МВт (станційні номери 1 та 2).
В 1966—1967 роках ввели в дію ще два парові котли виробництва Барнаульського котельного заводу типу БКЗ-75-39ГМ продуктивністю по 75 тонн пари на годину, а в 1969-му запустили одну парову турбіну від Калузького турбінного заводу потужністю 12 МВт (станційний номер 3).
З 1971 по 1973 роки перші три парові котли були модернізовані до рівня БКЗ-75-39ГМ з продуктивністю по 75 тонн пари на годину.
В 1973, 1975, 1978, 1981,1987 та 1992 теплова потужність ТЕЦ була підсилена за рахунок шести водогрійних котлів виробництва Білгородського котельного заводу продуктивністю по 100 Гкал/год — перші чотири відносились до типу ПТВМ-100 (станційні номери 1В, 2В, 3В, 4В), а наступні два — до типу КВГМ-100 (станційні номери 5В та 6В).
В 1980 та 1982 роках виконали модернізацію турбін № 1 та № 2 із переведенням їх у режим протитиска. Після цього вони стали відноситись до типу ПР-10-35/10 з електричною потужністю 10 МВт. Також не пізніше кінця 1990-х турбіну № 3 модернізували до рівня ПР-8-35/10М із потужністю 8 МВт.
В 1995-му турбіну № 2 замінили на виріб Калузького турбінного заводу типу ПТ-12-35/10М потужністю 12 МВт.
У 2006-му майданчик підсилили газотурбінною установкою від японської компанії Hitachi типу H-25 потужністю 28,5 МВт. Відпрацьовані нею гази живлять котел-утилізатор корейської Daekyung Machinery Engineering продуктивністю 48 тон пари на годину.
В 2016-му експертиза турбіни № 1 показала неможливість подальшої її експлуатації (максимальна потужність турбіни становила лише 2 МВт). Як наслідок, виник проект її заміни на турбіну Калузького турбінного заводу типу ПТ-12-3,4/1,0-1 потужністю 12 МВт. Станом на початок 2022-го Калузький завод отримав аванс та практично завершив виготовлення турбіни, проте її певні відмінності від закладеного у проект призвели до необхідності перепланування та ребюджетування.
Первісно станція була розрахована на використання вугілля, а в 1980—1981 роках була переведена на природний газ, подачу якого забезпечував газопровід Оренбург — Новопсков. Надалі подачу блакитного палива також організували по трубопроводу Карачаганак – Орал.
Забір води для технологічних потреб відбувається із річки Жайик (Урал).
Видача продукції відбувається по ЛЕП, що працює під напругою 110 кВ.